# Acid fitic
Acidul fitic este un ester hexa-dihidrogenofosfat al inozitolului (mai exact, izomerul myo), fiind denumit și inozitol hexakisfosfat (IP6) sau inozitol polifosfat. La pH fiziologic, grupele fosfat sunt parțial ionizate, rezultând anionul fitat.
Anionul fitat este o specie incoloră, cu rol important la plante, deoarece contribuie ca mod de depozit al fosforului în țesuturi. Este prezent în multe leguminoase, cereale și grâne. Acidul fitic și fitații leagă foarte ușor mineralele din dietă, în special calci, fier și zinc, inhibând absorbția lor din intestinul subțire.